# Édouard Schuré
 (avril 2020).
Œuvres principales
- Les Grands initiés, esquisse de l'histoire secrète des religions (1889)
- Histoire du Lied ou la Chanson populaire en Allemagne (1868)

Philippe Frédéric « Édouard » Schuré (né le 21 janvier 1841 à Strasbourg, et mort le 7 avril 1929 à Paris) est un écrivain, philosophe et musicologue français, auteur de romans, de pièces de théâtre, d'écrits historiques, poétiques, et philosophiques. Il est surtout mondialement connu pour son ouvrage Les Grands Initiés.

## Biographie

### Jeunesse (1841-1865)

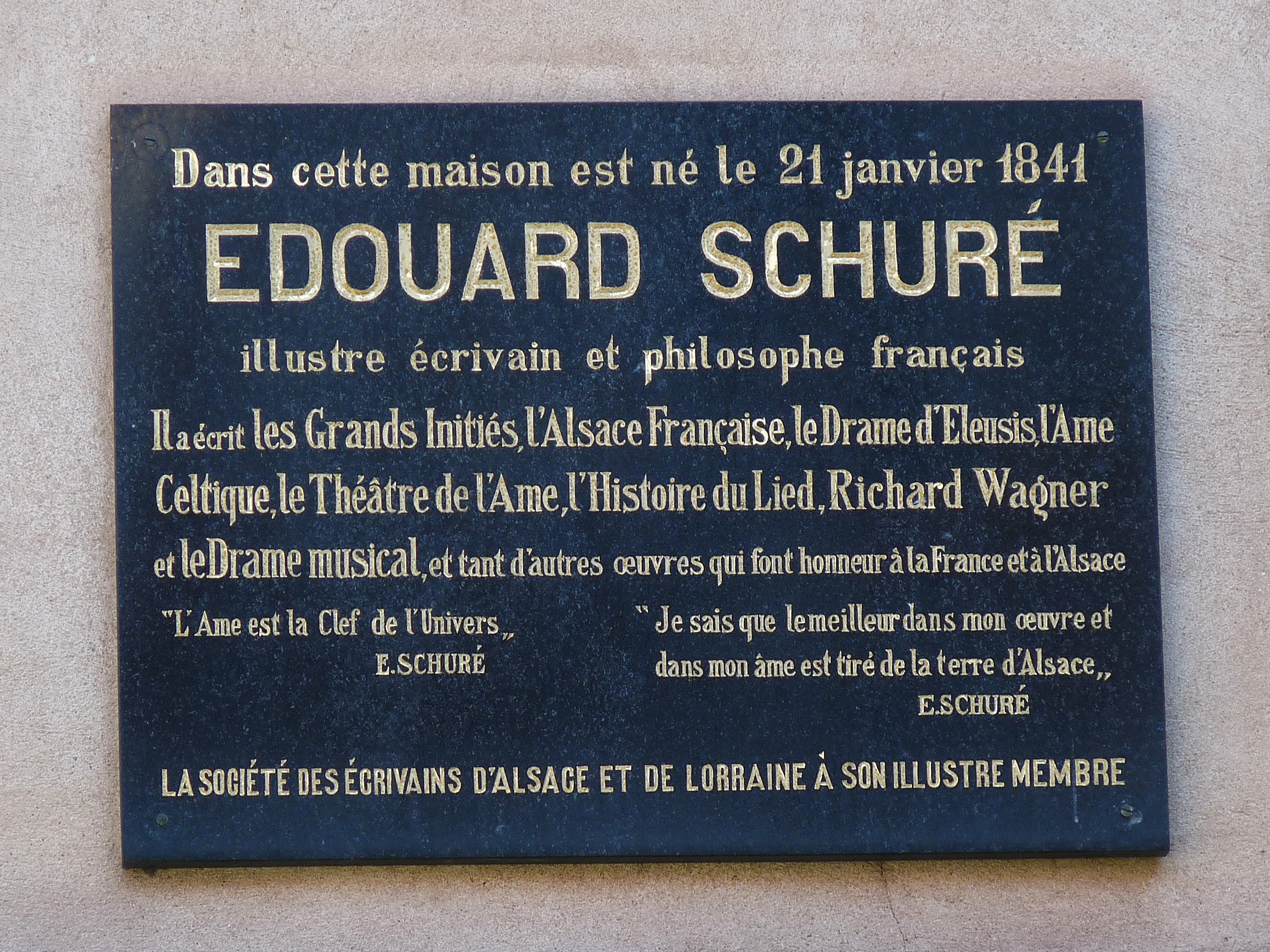
Plaque sur sa maison natale à Strasbourg

Il naît le 21 janvier 1841 à Strasbourg, d'une famille protestante, dans la maison no 25 "derrière Saint-Nicolas".
Il est l'unique fils de Jean Frédéric Schuré (1810-1855), docteur en médecine et de Sophie Pauline Bloechel (1816-1845), leur fille aînée Pauline Adèle étant décédée d'un pneumonie à l'âge de 5 mois.
Les familles paternelles et maternelles d'Edouard Schuré sont liées depuis longtemps ; son grand-père paternel était le parrain de son grand-père maternel.
Sa mère meurt d'une péritonite en 1845, elle avait 29 ans et son fils 4. Le père d'Edouard Schuré meurt lui d'une pleurésie en 1855 à l'âge de 45 ans alors qu'Edouard en avait 14. Il vit ensuite chez son professeur d'histoire au Gymnase Jean-Sturm jusque l'âge de 20 ans.
Après son baccalauréat, Édouard Schuré s'inscrit à la faculté de Droit pour faire plaisir à son grand-père maternel qui en est le doyen ; mais cette discipline l'ennuie considérablement. Il passe la plupart de ses après-midis à la faculté de Lettres où il sympathise avec de jeunes étudiants et artistes épris comme lui de littérature et d'art. Parmi eux, son ami musicien Victor Nessler, dont il épousera la sœur Mathilde, et l’historien Rodolphe Reuss.
Tout en terminant ses études de droit, il décide de se vouer à la poésie.
1860. À la mort de son grand-père maternel le 23 mai et de sa grand-mère le 17 novembre, il hérite suffisamment pour vivre de ses possessions et rentes et aller où bon lui semble. Il abandonne bien vite le droit.
1861. Il obtient cependant sa licence en droit. Il étudie les philosophes avec grand intérêt, notamment Descartes, Spinoza, Kant, Hegel, Schelling, Fichte, Schopenhauer. Intuitivement, il est attiré par les mystères antiques et lit avec passion La Symbolique de Creuzer, un livre qui contient une description détaillée des Mystères d'Eleusis, et qui fait sur lui une grande impression.
1864. Il part voyager en Allemagne pour rassembler la documentation nécessaire à une Histoire du Lied qu'il avait déjà entreprise sous la direction d'un de ses professeurs du Gymnase, Albert Grün, un réfugié politique allemand, qui l'a initié à la littérature allemande et à la philosophie de Hegel. Alsacien, Édouard Schuré possède une double culture, ce qui lui donne un esprit ouvert, voire universel, qui s'élargira encore à la suite de sa rencontre avec Marguerite Albana.

### La période Wagner (1865-1876)
1865. Le 10 juin, il assiste à la première représentation de Tristan et Isolde de Wagner, à l'opéra de Munich, et fait la connaissance du compositeur. Ce dernier, âgé de 52 ans, invite le jeune poète. Ils se revoient plusieurs fois par la suite et une correspondance amicale s'établit entre eux. Schuré est profondément marqué par l'œuvre de Wagner.
1866.
- Schuré, encore à Berlin, fréquente assidûment les salons littéraires, qui le passionnent.
- 18 octobre. Il épouse Mathilde Nessler (1836-1922)[2], et le couple s'établit à Paris. Schuré y publie son Histoire du Lied, ce qui l'introduit dans les milieux littéraires. Il est reçu dans les salons de la comtesse d'Agoult, et y fait la connaissance de nombreuses personnalités, notamment Ernest Renan, Jules Michelet, Hippolyte Taine, Jules Ferry.

1869. Schuré publie un article sur Wagner dans la Revue des Deux Mondes, événement fondateur du wagnérisme en France.
1870. La guerre franco-allemande n'interrompt pas leurs relations, malgré la virulence anti-française de Wagner. Par ses articles et ses conférences, Schuré tente cependant d'initier les Français à cette musique.
1875. Édouard Schuré publie Histoire du Drame musical où il analyse chaque drame wagnérien. Il reçoit une chaleureuse approbation de Wagner.
1876. Il rencontre Wagner pour la dernière fois à Bayreuth, lors du premier festival ; par la suite il ne répondra plus aux invitations du Maître à venir lui rendre visite. Schuré admire l'œuvre grandiose de Wagner et son caractère universel, mais supporte de moins en moins les attaques de Wagner contre la France, son nationalisme outrancier, son chauvinisme prussien. Il écrit dans une lettre :
« Wagner, qui avec son génie colossal a tous les défauts des Allemands au centuple degré, plus les siens qui sont légion, Wagner qui est insolent comme un manant, vindicatif comme une harpie et méchant comme un démon, avait déjà tout fait pour se rendre impossible en France. »
La passion que Wagner suscita chez Schuré est très révélatrice de son âme.
Par la suite, Schuré s'intéressa passionnément au celtisme, à propos duquel il écrira plusieurs ouvrages, dont un drame sur Vercingétorix.

### La période Marguerite Albana Mignaty (1870-1887)
(Léger retour en arrière).
1871. En décembre, il fait la connaissance de Marguerite Albana Mignaty, qui anime un salon littéraire à Florence, où Édouard Schuré séjourne à l'invitation de Malwida von Meysenbug. Schuré tombe éperdument amoureux de cette Grecque originaire de Corfou, de vingt ans son aînée ; l'idylle durera pratiquement de 1871 à la mort de Marguerite en septembre 1887. Elle est pour lui la femme inspiratrice par excellence. Le fait d'avoir été privé dans son enfance de tendresse féminine le conduit à attribuer une valeur particulièrement élevée à l'influence de la femme sur la destinée de l'homme, et il fait sien le vieux thème de l'Éternel-Féminin. Il écrit :
« Par une attraction magnétique instantanée le coup de foudre était sur nous ».
Marguerite devait sa séduction à sa grande beauté, à ses origines grecques, à son éducation anglaise, son expérience indienne, notamment dans l'ésotérisme, et à son goût pour l’art et la littérature, ainsi qu'au fait qu'elle pratique de manière courante l'anglais, l'italien et le français. Schuré a écrit environ 9000 lettres, qui se trouvent actuellement aux archives de Strasbourg, dont une grande partie lui est adressée, témoignant de leur grand amour.
Subjugué par cette femme remarquable, intuitive, dominatrice, à la personnalité aussi riche, il la compare d'abord à un sphinx. Cette relation eut une grande importance sur la créativité de Schuré, qui s'en trouva décuplée. Au point que l'on peut dire que sans Marguerite Albana, Édouard Schuré n'aurait pas écrit Les Grands Initiés, livre qu'il dédicace à sa mémoire.

### La période Rudolf Steiner (1900-1929)
1900. Les Enfants de Lucifer, publié avec La Sœur gardienne, attire l'attention de Mademoiselle Marie de Sivers, une théosophe qui, sans connaître Schuré, propose de traduire cette œuvre en allemand. Une correspondance entre eux commence, et par son intermédiaire il fait la connaissance de Rudolf Steiner. Steiner et Marie de Sivers organiseront ultérieurement une représentation de cette pièce.
1906. Rudolf Steiner, qui est alors secrétaire général de la section allemande de la Société théosophique, vient à Paris pour donner un cycle de 18 exposés ésotériques. Il prend des notes très complètes qu'il publie à la Librairie Académique Perrin, précédées d'une importante introduction. Les cours notés par Schuré sont aussi publiés dans la revue anthroposophique La Science Spirituelle sous le titre Esquisse d'une Cosmogonie psychologique et rassemblées ultérieurement dans un livre L'ésotérisme chrétien.
1907.
- Il devient membre de la Société théosophique.
- Septembre. Il invite Steiner et Marie de Sivers pour un séjour chez lui à Barr. Il questionne inlassablement Steiner sur toutes sortes de sujets. À sa demande, Steiner rédige une courte esquisse autobiographique, connue sous le nom de Document de Barr.
- Schuré accepte que son drame Les Mystères d'Eleusis soit joué au Congrès théosophique de Munich.

1909. Les Enfants de Lucifer sont joués à Munich à plusieurs reprises. Jusqu'en 1914, Schuré retournera chaque été à Munich, où il retrouvait joie et confiance et inspiration au contact de Steiner, puis rentrait à Barr plein d'enthousiasme et plein de projets.
1913. Il démissionne de la Société théosophique, soutenant le point de vue de Steiner au sujet du rôle universel du Christ et l'impossibilité d'une nouvelle incarnation de ce dernier en la personne d'Alcyone, comme le soutenaient Annie Besant et Charles Webster Leadbeater.
1914. La guerre déclarée, s'il admire toujours Steiner, il le considère comme trop entouré d'influences pangermaniques, il démissionne de la Société anthroposophique, malgré sa profonde affection et sa vénération pour lui. Ce qu'il considère comme un acte tragique, mais nécessaire. La rupture avec celui qu'il considère comme son maître spirituel est une souffrance qui ne s'apaisera pas.
1921. Finalement, Schuré se réconcilie avec Steiner aux Semaines françaises au Goetheanum à Dornach.
1929. Il meurt à Paris le 7 avril.

## Postérité
Il laisse derrière lui une œuvre importante mais qui a quelque peu sombré dans l'oubli après sa mort.[réf. nécessaire] De son œuvre, il disait : « Je ne laisse qu'une seule œuvre : Les Grands Initiés. Les autres sont des essais, des tentatives d'écolier. »[réf. nécessaire]
Certaines de ses œuvres ont été rééditées depuis les années 2000, notamment 
- aux Éditions Novalis, Le Drame sacré d'Eleusis en 1993, Les Enfants de Lucifer en 2005 ;
- aux Éditions Triades, en 2003, Le Double, L'Ange et la Sphinge, Femmes inspiratrices, La Prêtresse d'Isis et Richard Wagner, sa Vie et son Œuvre.
- aux Éditions L'Àge d'Homme, L'Évolution Divine, du Sphinx au Christ, en 2012.

Une cité scolaire (collège et lycée) porte son nom à Barr, où il habitait. Durant la Première Guerre mondiale, le collège de Barr servait d'hôpital. Édouard Schuré prêta alors son domaine situé dans la vallée pour y héberger les cours.

## Œuvres

### Essais
- 1868. Histoire du Lied ou de la chanson populaire en Allemagne avec une centaine de trad. en vers et sept mélodies ; texte sur IA de la 2e éd., 1876
- 1870. L'Alsace et les prétentions prussiennes
- 1884. Les grandes légendes d'Alsace.
- 1889. Les Grands Initiés. Esquisse de l'histoire secrète des religions. Rama ; Krishna ; Hermès ; Moïse ; Orphée ; Pythagore ; Platon ; Jésus ; texte sur Gallica
- 1893. Les grandes légendes de France.
- 1898. Sanctuaires d'Orient. Égypte ; Grèce ; Palestine.
- 1876. Histoire du Drame musical
  - I.— La musique et la poésie dans leur développement historique ; texte sur IA de la 8e éd., 1916
  - II. — Richard Wagner, son œuvre et son idée, 1895 ; texte sur IA de l'éd. 1900.
- 1900. Souvenirs sur Richard Wagner, Perrin et Cie, 1900 ; texte sur IA
- 1920. Les Prophètes de la Renaissance. Dante ; Léonard de Vinci ; Raphaël ; Michel-Ange ; Le Corrège.
- 1904. Précurseurs et révoltés. Shelley, Nietzsche, Ada Negri, Ibsen, Maeterlinck, Wilhelmine Schröder-Devrient, Gobineau, Gustave Moreau. (lire en ligne)
- 1908. Femmes inspiratrices et poètes annonciateurs. Table des matières : Femmes inspiratrices. I. — Mathilde Wesendonk et son rôle dans la vie de Richard Wagner (La Genèse de « Tristan ») ; II. — Cosima Liszt et le jubilé de Bayreuth ; III. — Wagner intime, d'après les souvenirs d'un disciple ; IV. — Marghérita Albana Mignaty (essai sur sa vie et son œuvre) ; V. — Une danseuse grecque ressuscitée. Poètes annonciateurs. I. — L'Idée messianique dans la poésie polonaise (Mickiewicz, Slowacki, Krasinski). — II. — Charles de Pomairols (psychologie de l'amour paternel) ; III. — Poètes d'aurore et de crépuscule : I. — Une athée : Mme Ackermann ; II. — Un mystique chrétien : Louis Le Cardonnel ; III. — Un théosophe : Alexandre Saint-Yves. texte en ligne sur Gallica
- vers 1910. Légendes d'Orient et légendes d'Occident, Éditions Nilsson, 8 rue Halévy, Paris
- 1912. L'Évolution Divine, du Sphinx au Christ, Paris, Perrin et Cie. Réédition, collection Delphica, L'Âge d'Homme, Lausanne, 2012. Avec un Avertissement, par Emmanuel Dufour-Kowalski.  (ISBN 9782970072423) ). (Lire en ligne).
- 1916. L'Alsace française.
- 1920. L'Âme celtique et le génie de la France à travers les âges.
- 1921. Les grandes légendes de France. Les légendes de l'Alsace ; la Grande Chartreuse ; le Mont Saint-Michel et son histoire ; les Légendes de la Bretagne et le Génie celtique.
- 1921. Lettres à un combattant, publiées par Alphonse Roux, Librairie Académique Perrin.
- 1925. La genèse de la tragédie.

### Poésie
- 1877. Les chants de la Montagne.
- 1893. La vie mystique.
- 1909. L'Âme des temps nouveaux.

### Romans
- 1879. Mélidona.
- 1897. L'ange et la sphinge.
- 1899. Le Double.
- 1907. La Prêtresse d'Isis (Légende de Pompéi).

### Théâtre
- 1887. Vercingétorix, drame en cinq actes[3].
- 1890. Le drame sacré d’Éleusis.
- 1900. Les enfants de Lucifer.
- 1900. La Sœur gardienne.
- 1902. La Roussalka.
- 1902. L'Ange et la Sphynge.
- 1905. Léonard de Vinci.
- 1905. Rêve élusinien à Taormina.
- 1914. La Druidesse.
- 1924. Merlin l'enchanteur, légende dramatique.

### Autobiographie
- 1928. Le Rêve d'une vie, autobiographie.